# Ma Lin (pintor)

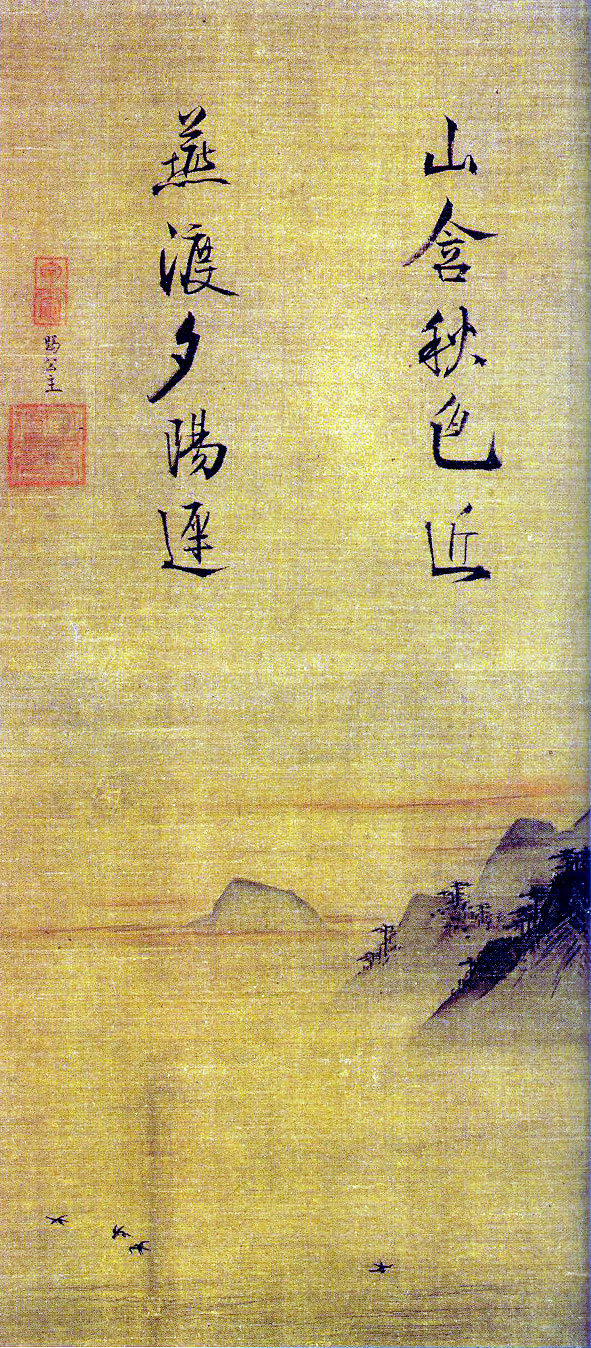
Paisaje con puesta de sol 夕陽秋色圖. Tokio.

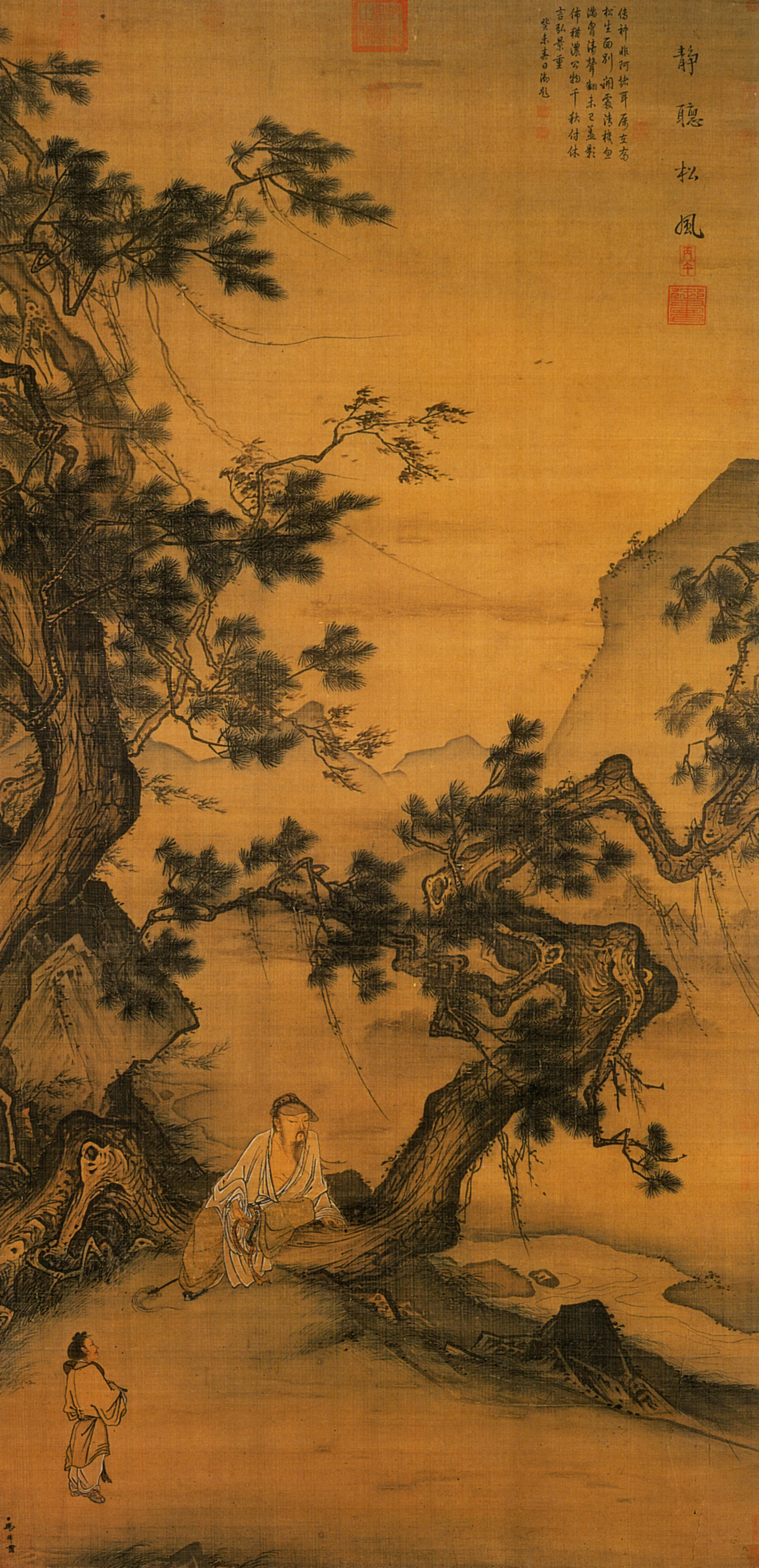
Eschuchando tranquilamente el viento entre los pinos (靜聽松風). Tinta sobre seda. Museo del Palacio Nacional, Taipéi

Ma Lin — 马麟 en chino simplificado ; 馬麟 en chino tradicional; Mǎ Lín en pinyin; (1180 - 1256). fue un pintor chino de la dinastía Song, hijo del célebre pintor Ma  Yuan, su primer maestro.
Una de sus pinturas más conocidas se titula " Noche excursión con las velas " , que representa a un caballero sentado en la puerta de un pabellón , frente a cuatro pares de velas de altura entre en flor de los árboles de manzana de cangrejo . Ilustra un poema de la famosa (poeta disidente y artista ) Su Shih : " Mi temor es que en las profundidades de la noche , las flores concilien el sueño, así que encended las altas velas para iluminar su belleza rojiza. "

## Estilo y Técnica
En los siglos XII y XIII, en las academias imperiales comenzó a incrementarse de un modo paulatino una nueva actitud frente a la naturaleza, parecido a lo que en la cultura occidental se entiende como Romanticismo. Ese fenómeno dio a luz obras en las que se veía a personajes sentados al borde de precipicios, perdidos en la contemplación de cascadas o admirando un vacío aterrador. Ma Yuan creó el tipo, imitado por innumerables artistas. Tenemos en su hijo Ma Lin, uno de los mejores ejemplos de este estilo con su obra Escuchando el viento en los pinos.
El disfrute de la naturaleza se representa como un pasatiempo refinado, perseguido deliberadamente como un objetivo en sí mismo. El esteta Ma Lin, en este trabajo, se sienta; los elegantes rocas esquema, los ríos, las montañas que asoman en la distancia, las complejidades de pino, todos los cuales solo existen en el alma del esteta. No es la naturaleza que lo rodea, sino las proyecciones emocionales que despierta en él. A la espera de los invitados a la luz de las linternas, otro de sus trabajos que se conserva en la misma colección, el  color logra una eficiencia sobresaliente: sentado en un pabellón con vistas al jardín, a la espera de los aficionados nobles invitados a una cena en la noche.

## Presencia en museos
- Boston (Museo de bellas artes)Esperando a los invitados a la luz de las linternas.
  - Mirando el follaje del otoño.
  - Ling Zhaonü de pie en la nieve.

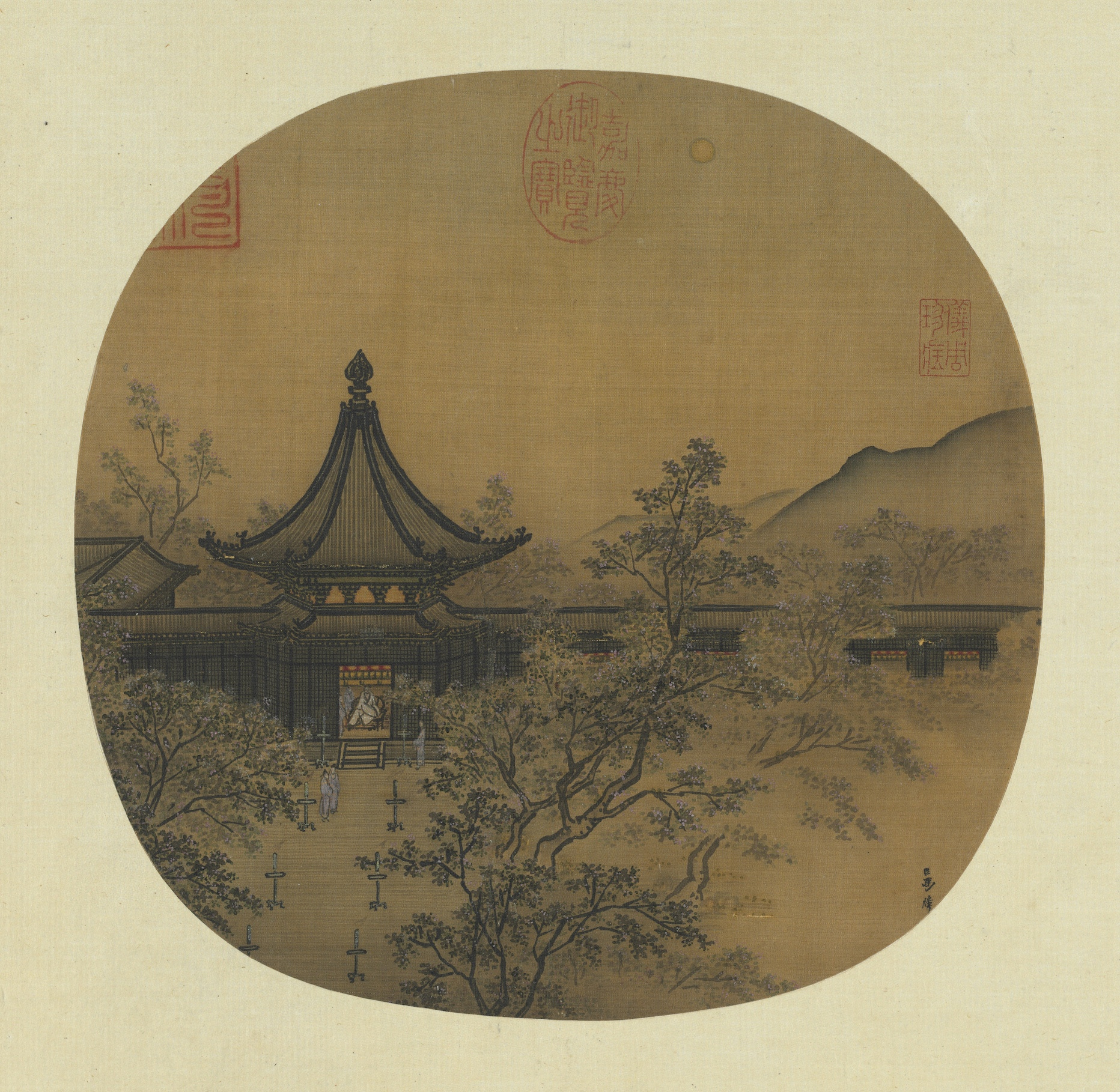
Esperando a los invitados a la luz de las linternas

  - Dos pájaros dormidos en una rama de arce.
  - Dos hombres que caminan a lo largo de la orilla en la niebla de la tarde.
- Cambridge (Fogg Art Mus.).
  - Acantilado con vistas a un arroyo.
- Nueva York: (Metropolitan Museum of Art).
  - Pinos de la montaña.
- Pekín (Museo del Palacio):
  - Dos ramas de flor de ciruelo, acompañado de un poema de Yang Meizi.
  - Dos gorriones en un árbol de ciruelo en flor en la nieve.
  - Pavo real con pájaros pequeños.
- Taipéi (Nat. Palace Mus.):El aroma de la primavera : un claro después de la lluvia.

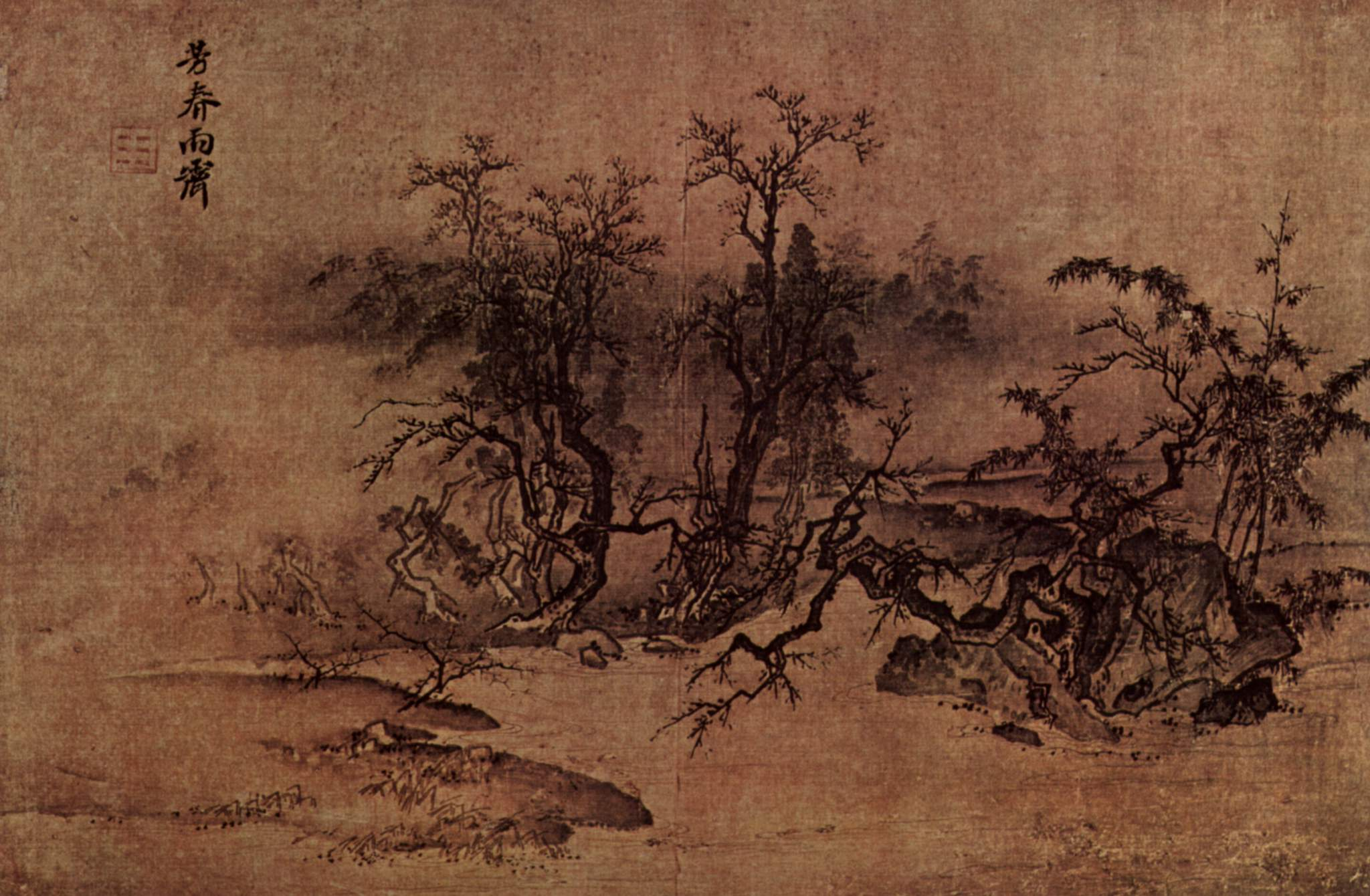
El aroma de la primavera : un claro después de la lluvia

  -  Tres codornices bajo un árbol de ciruelo en flor en la nieve ' '.
  - Dos pájaros en la rama de un arbusto espinoso cerca de un tronco en la nieve.
  - Montañas Rocosas en la niebla.
  - Orquídea.
- Tokio, museo Nezu:
  - Paisaje con sol naciente.

Emperador Yao
Fu Xi y tortugas.
Gran Yu